# Daniił Fominych
Daniił Siergiejewicz Fominych (ros. Даниил Сергеевич Фоминых, ur. 28 sierpnia 1991 w Ałmaty) – kazachski kolarz szosowy.

## Osiągnięcia
Opracowano na podstawie:

2008
- 3. miejsce w Tour de l’Abitibi

2010
- 3. miejsce w mistrzostwach Kazachstanu (jazda indywidualna na czas)

2012
- 3. miejsce w mistrzostwach Kazachstanu (jazda indywidualna na czas)

2013
- 1. miejsce w mistrzostwach Azji U23 (jazda indywidualna na czas)
- 3. miejsce w mistrzostwach Kazachstanu (jazda indywidualna na czas)
- 3. miejsce w Tour of Qinghai Lake

2014
- 1. miejsce w mistrzostwach Kazachstanu (jazda indywidualna na czas)

2015
- 2. miejsce w mistrzostwach Kazachstanu (jazda indywidualna na czas)

2016
- 1. miejsce na 2. etapie Vuelta a Burgos (jazda drużynowa na czas)

2017
- 1. miejsce w mistrzostwach Azji (jazda drużynowa na czas)

2018
- 1. miejsce w mistrzostwach Kazachstanu (jazda indywidualna na czas)

2019
- 1. miejsce w mistrzostwach Azji (jazda drużynowa na czas)
- 1. miejsce w mistrzostwach Azji (jazda indywidualna na czas)
- 3. miejsce w mistrzostwach Kazachstanu (jazda indywidualna na czas)

2021
- 1. miejsce w mistrzostwach Kazachstanu (jazda indywidualna na czas)

## Rankingi
| Rok             | 2010 | 2011 | 2012 | 2013 | 2014 | 2015 | 2016  | 2017 | 2018  | 2019 | 2020 | 2021 |
| --------------- | ---- | ---- | ---- | ---- | ---- | ---- | ----- | ---- | ----- | ---- | ---- | ---- |
| UCI World Tour  |      |      |      |      | -    | -    | -     | 408. | 394.  |      |      |      |
| World Ranking   |      |      |      |      |      |      | 2373. | 784. | 930.  | 368. | -    | 897. |
| UCI Europe Tour | -    | -    | -    | -    |      |      | 1848. | -    | 1435. |      |      |      |
| UCI Asia Tour   | 239. | -    | 322. | 23.  |      |      | 584.  | 92.  | 161.  | 10.  | -    | 29.  |
|                 |      |      |      |      |      |      |       |      |       |      |      |      |
| Źródło: UCI     |      |      |      |      |      |      |       |      |       |      |      |      |